# Зерновой (Саратовская область)
Зерновой (Зерновое) — посёлок в Дергачёвском районе Саратовской области. Административный центр Зерновского сельского поселения.

## География
Посёлок Зерновой расположен примерно в 45 км к юго-западу от посёлка городского типа Дергачи. Ближайшие населённые пункты — посёлки Чабанский, Золотуха и Ильинка. Рядом с посёлком Зерновой река Ильинка впадает в Большой Узень.

## История
Поселок Зерновой был основан в 1954 году на целинной местности

## Население
| 2002 | 2010 |
| ---- | ---- |
| 567  | ↘456 |